# Аджан (Марказі)
Аджан (перс. اجان) — село в Ірані, у дегестані Дузадж, у бахші Харкан, шахрестані Зарандіє остану Марказі. За даними перепису 2006 року, його населення становило 246 осіб, що проживали у складі 72 сімей.

## Клімат
Середня річна температура становить 10,94 °C, середня максимальна – 30,16 °C, а середня мінімальна – -11,20 °C. Середня річна кількість опадів – 257 мм.
| Клімат поселення                              | Клімат поселення | Клімат поселення | Клімат поселення | Клімат поселення | Клімат поселення | Клімат поселення | Клімат поселення | Клімат поселення | Клімат поселення | Клімат поселення | Клімат поселення | Клімат поселення | Клімат поселення |
| Показник                                      | Січ.             | Лют.             | Бер.             | Квіт.            | Трав.            | Черв.            | Лип.             | Серп.            | Вер.             | Жовт.            | Лист.            | Груд.            |                  |
| Середній максимум, °C                         | 5,12             | 6,77             | 11,28            | 17,80            | 22,73            | 28,78            | 30,16            | 29,77            | 25,34            | 18,89            | 12,20            | 6,36             |                  |
| Середня температура, °C                       | −3,04            | −1,4             | 3,12             | 9,66             | 14,56            | 20,62            | 24,33            | 23,95            | 19,50            | 13,06            | 6,37             | 0,54             |                  |
| Середній мінімум, °C                          | −11,2            | −9,56            | −5,05            | 1,48             | 6,39             | 12,46            | 18,51            | 18,12            | 13,67            | 7,24             | 0,55             | −5,29            |                  |
| Норма опадів, мм                              | 32               | 34               | 48               | 39               | 31               | 5                | 2                | 1                | 0                | 12               | 21               | 32               |                  |
| Середньомісячна швидкість вітру, м/с          | 1.74             | 2.23             | 3.04             | 3.10             | 2.76             | 2.48             | 2.55             | 2.39             | 2.22             | 2.13             | 1.70             | 1.52             |                  |
| Середньомісячна сонячна радіація, кДж/м²·день | 8731             | 11560            | 14167            | 17725            | 21855            | 26323            | 26007            | 23562            | 20013            | 14463            | 10506            | 8519             |                  |
| --------------------------------------------- | ---------------- | ---------------- | ---------------- | ---------------- | ---------------- | ---------------- | ---------------- | ---------------- | ---------------- | ---------------- | ---------------- | ---------------- | ---------------- |
| Джерело:                                      |                  |                  |                  |                  |                  |                  |                  |                  |                  |                  |                  |                  |                  |